# Georges De Spae
Georges De Spae ou Despae est un footballeur international belge né le 30 septembre 1900 à Gand et mort le 20 juin 1974 à Courtrai.
Il a évolué en milieu de terrain au KAA La Gantoise. Il a été sélectionné 5 fois en équipe nationale de 1924 à 1928. Il a ainsi joué un match aux Jeux olympiques de 1928.

## Palmarès
- International belge de 1924 à 1928 (5 sélections et 2 buts marqués)
- Présélectionné aux Jeux olympiques 1924 (ne joue pas)
- Participation aux Jeux olympiques 1928 (1 match joué)